# Stavby socken
Stavby socken i Uppland ingick i Olands härad, ingår sedan 1974 i Uppsala kommun och motsvarar från 2016 Stavby distrikt.
Socknens areal är 66,25 kvadratkilometer varav 65,44 land. År 2000 fanns här 709 invånare.  Kyrkbyn Stavby med sockenkyrkan Stavby kyrka ligger i socknen.   

## Administrativ historik
Stavby socken har medeltida ursprung.
Vid kommunreformen 1862 övergick socknens ansvar för de kyrkliga frågorna till Stavby församling och för de borgerliga frågorna bildades Stavby landskommun. Landskommunen inkorporerades 1952 i Olands landskommun som upplöstes 1974 då denna del fördes till Uppsala kommun.
1 januari 2016 inrättades distriktet Stavby, med samma omfattning som församlingen hade 1999/2000.  
Socknen har tillhört län, fögderier, tingslag och domsagor enligt vad som beskrivs i artikeln Olands härad. De indelta soldaterna tillhörde Upplands regemente, Olands kompani och Livregementets dragonkår, Norra Upplands skvadron.

## Geografi
Stavby socken ligger nordost om Uppsala kring övre Olandsån och dess tillflöden. Socknen har odlingsbygd utmed vattendragen och är i övrigt en skogsbygd.
Genom socknen löper länsväg 288 (Uppsala-Östhammar).

## Fornlämningar
Från bronsåldern finns spridda gravrösen. Från järnåldern finns 42 gravfält och två fornborgar. En runsten är funnen.

## Namnet
Namnet skrevs 1291 Stalby, 1312 Staby och 1375 Stafby. och kommer från kyrkbyn. Efterleden är by, 'gård; by'. Förleden innehåller ett mångtydigt stav som kan syfta på gränsmärke, klippstup eller resta stavar, då som del i en förkristen kult.